# Biewerbachtalbrücke
Die Biewerbachtalbrücke ist eine Balkenbrücke der A 64 bei Trier. Sie überquert in einer Höhe von 91 m über dem Tal den Biewerbach. Die Autobahn ist im Verlauf der Brücke nur dreispurig und ohne Mittelstreifen ausgebaut, sodass nur 80 km/h erlaubt sind. Auf und im nahen Umfeld der Brücke kommt es nicht selten zu Unfällen.
Die Brücke ist zudem stark sanierungsbedürftig. Einige stark korrodierte Betonplatten wurden 2009 behelfsmäßig ausgewechselt.
Eine zweite Brücke, welche eine Richtungsfahrbahn der vollausgebauten A 64 aufnehmen würde, befindet sich in Planung.